# Heliconius venusta
Heliconius venusta är en fjärilsart som beskrevs av Felix Bryk 1953. Heliconius venusta ingår i släktet Heliconius och familjen praktfjärilar. Inga underarter finns listade i Catalogue of Life.